# Do Rūd Maḩalleh
Do Rūd Maḩalleh (persiska: Dowrūd Maḩalleh, Dar Do Maḩalleh, دَر دُو مَحَلِّه, دو رود محله) är en ort i Iran.   Den ligger i provinsen Golestan, i den norra delen av landet, 280 km öster om huvudstaden Teheran. Do Rūd Maḩalleh ligger 26 meter över havet och antalet invånare är 269.
Terrängen runt Do Rūd Maḩalleh är platt åt nordväst, men åt sydost är den kuperad.Runt Do Rūd Maḩalleh är det ganska tätbefolkat, med 207 invånare per kvadratkilometer. Närmaste större samhälle är Gorgan, 17,0 km öster om Do Rūd Maḩalleh. Trakten runt Do Rūd Maḩalleh består till största delen av jordbruksmark.